# 百間山渓谷かもしか牧場
百間山渓谷かもしか牧場（ひゃっけんざんけいこくかもしかぼくじょう）は、和歌山県田辺市熊野にあった市営のニホンカモシカの飼育牧場。大塔かもしか牧場（大塔村かもしか牧場、大塔カモシカ園）とも。略称「かもしか牧場」。
2011年（平成23年）の紀伊半島大水害で百間山渓谷キャンプ村とともに閉鎖状態となり、2021年（令和3年）12月の田辺市議会で市は百間山渓谷キャンプ村の再開と百間山渓谷かもしか牧場の廃止に関する議案を提出することになり牧場は廃止されることになった。

## 歴史
1971年、大塔村（おおとうむら）の百間山渓谷ハイキングコース入り口から熊野川（ゆやがわ）の支流に沿い200m程奥へ入った場所に、ニホンカモシカの繁殖のため開園した。山の斜面（4,200m2）を利用している。ニホンカモシカは国の特別天然記念物であり、保護又は生態の研究のため、環境省と文化庁に許可を得た。
ニホンカモシカは天然記念物として人気があり、園のカモシカは大塔観光協会のシンボルキャラクターとして用いられている。
ピーク時の1978年に13頭を飼育した。以後、病気やけがなどで飼育頭数が減り、新たに保護するなど維持をはかったが、2003年に3頭となり、2010年春には「ムサシ」が最期の1頭となった。田辺市の審議会でも飼育や繁殖がうまくいかないことが気にされている。
2011年、台風12号の集中豪雨で一帯は警戒区域又は避難区域となり、飼育するカモシカ雄の「ムサシ」一頭が取り残され孤立したり、また、その後の飼育を続行するのも困難となり、ムサシを富山市ファミリーパークへ避難させた。行政やパークの担当者によると、「牧場への道路が寸断され、管理事務所は濁流に流された」とし、かもしか牧場が観光客を呼べる状態になるには数年かかるという見方が示されていた。
富山市ファミリーパークに1頭だけ避難していたカモシカの「ムサシ」は2017年11月に避難先の動物園である富山市ファミリーパークで亡くなった。
田辺市は2021年（令和3年）12月の市議会に議案を提出し廃止されることになった。

## 営業
9:00～16:00、年中無休。
バリアフリー設備：車椅子対応トイレ

### 料金
大人 : 310円。
子供 : 150円。
備考 : 20人以上の割引が有る。